# Radu Doicaru
Radu Doicaru (n. 22 februarie 1979, Mangalia) este un jucător de fotbal român care evoluează la clubul Callatis Mangalia.